# Jiří Hermach
Doc. Ing. Jiří Hermach, CSc. (17. června 1912 Praha – 5. října 2011 Praha byl český filosof. Zabýval se zejména marxismem, filosofií přírodních věd a teorií člověka. V 50. letech 20. stol. zakládal katedru marxismu na ČVUT, později však kritizoval komunistický režim a podílel se na pražském jaru. V 70. letech podepsal Chartu 77 a posléze odešel do emigrace. Po revoluci přednášel na Univerzitě Karlově.

## Život
Během mládí stráveného v Praze na Malé Straně získal kritický vztah k politice i zkušenost se složitou sociální situací, která ho přivedla k zaujetí pro marxistickou filosofii. Při několika návštěvách filosofických přednášek však postrádal provázanost s exaktními přírodními vědami a proto raději vystudoval strojní inženýrství. Studium přerušila druhá světová válka, během které pracoval jako letecký konstruktér v továrně Avia Letňany a podílel se i na odbojové činnosti. Po válce nastoupil jako asistent v Ústavu termodynamiky, hydrodynamiky a nauky o proudění na Strojní fakultě ČVUT.
V květnu 1945 vstoupil do KSČ, po únorovém převratu pak v roce 1949 založil na ČVUT Ústav společenských věd, který byl v roce 1951 transformován na katedru marxismu (společnou pro všechny fakulty ČVUT), již Hermach vedl. Ve svých filosofických přednáškách kladl důraz na propojení marxismu a přírodních věd. V roce 1952 byl ustanoven docentem.
V roce 1952 se ovšem pod vlivem probíhajících politických procesů začal posouvat v rámci KSČ do vnitrostranické opozice, což vyvrcholilo po Stalinově smrti v roce 1956 požadavkem sebekritiky ÚV KSČ. Byl zbaven všech funkcí a propuštěn z ČVUT, načež nastoupil jako vědecký pracovník do Filosofického ústavu ČSAV, kde publikoval své nejvýznamnější práce.
V roce 1965 uveřejnil rozsáhlou esej Filosofie a řízení, kde vystoupil s kritikou tzv. „kasárenského komunismu”, jak označil tehdejší československý režim. Na esej navázal sérií celodenních seminářů pro aktivy vedoucích hospodářských pracovníků v téměř všech okresních městech. Během Pražského jara byly Dubčekem ustanoveny tři odborné týmy zabývající se podstatou socialismu; Hermach pracoval v týmu „nové pojetí socialismu”, který měl vypracovat koncepci demokratické socialistické společnosti. Tým svoji práci dokončil několik dnů před srpnovou invazí.
Jiří Hermach neustoupil po srpnu 1968 ze svých názorů, byl tedy vyloučen z ČSAV a nakonec získal práci topiče v motolské nemocnici. Podepsal Chartu 77 a po delším nátlaku ze strany režimu nakonec v roce 1985 emigroval do Rakouska. I po revoluci v roce 1989 žil v Rakousku, přestože přednášel na Univerzitě Karlově. Na FSV UK učil až do roku 2000. Závěr života strávil v Hostivicích.

## Dílo
Jiří Hemrach je autorem řady esejí i monografií, zejména:
- Řízení a filozofie (1965)
- Dialektika výchovy (1966)
- Problém kategorie hranice (1967) (kandidátská práce)
- Uskutečnění současného člověka (1969)